# ニーノ・スルグラーゼ
ニーノ・スルグラーゼは、グルジアのメゾソプラノ歌手。

## 経歴
トビリシ（グルジア）に生まれ、国立トビリシ音楽院に学ぶ。フランシスコ・ヴィニャス国際声楽コンクール（バルセロナ）で受賞後、2001年よりミラノ・スカラ座アカデミーで奨学金を得て研鑽を積む。トゥールーズ国際声楽コンクール、BBCカーディフ・シンガー・オブ・ザ・ワールド・コンクールなど数々の国際声楽コンクールで受賞歴がある。
ミラノ・スカラ座にてシュトラウス『サロメ』、『ボリス・ゴドゥノフ』、ロッシーニ『アルジェのイタリア女』、ドニゼッティ『パリのウーゴ伯爵』などに出演する。2003/04年シーズンのオープニングを飾ったリッカルド・ムーティ指揮のロッシーニ『モーゼとファラオ』でマリー役で出演した。ボローニャ歌劇場、東京、サンディエゴでビゼー『カルメン』、ロイヤル・オペラ・ハウスのモーツァルト『コジ・ファン・トゥッテ』（ドラベッラ）、ミラノ・スカラ座のグノー『ファウスト』に出演を予定している。

## レパートリー（オペラ）
ビゼー
- カルメン　『カルメン』

チャイコフスキー
- オルガ　『エフゲニー・オネーギン』

ヴェルディ
- アムネリス　『アイーダ』
- フェネーナ　『ナブッコ』
- マッダレーナ　『リゴレット』

## ディスコグラフィ
- Giuseppe Verdi: Rigoletto. Arthaus, DVD, 2010
- Bizet: Carmen. Dynamic, DVD, 2009
- Sergei Prokofiev: Betrothal in a monastery. Glyndebourne, CD, 2006
- Giuseppe Verdi: Nabucco. Arthaus, DVD, 2006
- Gioacchino Rossini: Moïse et Pharaon. TDK, DVD, 2005
- Shostakovich: Lady Macbeth of Mtsensk. EMI Classics, DVD, 2002